# Liste des rois huns
 (août 2006).
Améliorez-le ou discutez des points à vérifier. 
Cet article donne une liste des souverains de l'Empire des Huns, empire nomade qui exerça sa domination, depuis le nord de la Chine, sur l'Europe centrale et l'Asie centrale, jusqu'aux confins de l'Inde en passant par la Russie. Cet empire se délite en Europe à compter de 454.

## Légende fondatrice
- Kama Tarkhan, Ier siècle, séparation d'avec les Xiongnu depuis la mer Caspienne <?> vers 320

## Huns d'Europe
- Vund : vers 370
- Balamber : 360-378 (Balamir, Balamur)
- Baltazár ou Alypbi : 378-390
- Uldin : 390-412 (Uldiz, Uldes, Uldino)
- Moundzouk, de 386 à 408
- Donatus (it)[1] : 410-412 (ou 390-412) (khan des Huns de l'est de la Mer Noire et au-delà)
- Karaton (Aksungur, Charaton), contemporain d'Olympiodore, 412-422 ou 411-413
- Octar / Uptar / Ouptaros et Rugila, (412-430)
- Ruga/Rugila (430 ou 432-435) (Ρούγας (Rougas), Ρουας (Rouas), Ρωίλας (Roilas), Ruas, Roas)
- Bleda (390-445, co-roi de 434 à 445) et Attila (395-453, co-roi de 435 à 445)
- Attila seul (445-453)
- Ellac (fils aîné) (453-454), mort à la Bataille de la Nedao (454), selon Jordanès
- Ernakh (454-469) (Ήρνάχ, Hernach) (fils benjamin d'Attila)
- Dengizich (fils cadet) (457-469)
- Hormidac, vers 460
- Tingiz, vers 480
- Belkermak, vers 485
- Djurash, vers 490
- Tatra, vers 500
- Boyan Chelbir, vers 500
- Sandilch (Khan des Utriguri), vers 500-510
- Zabergan (Khan des Koutrigoures), vers 560

## Monde indien et persan

### Alkhon
Dynastie Alkhon (αλχοννο, 380-560 ou 370-670)
- Khiṇgila, 430-490
- Javukha (490-?)
- Mehama (461-493)
- Lakhana Udayaditya (vers 490)
- Aduman (vers 490)
- Toramāṇa (490-515)
- Mihiragula (500/510 - 528) (ou 515-540)
- Toramana II (vers 530-570)
- Sri Pravarasena (vers 530-590)
- Dynastie Gonanda II (en) (Cachemire)

### Royaume kidarite
Royaume kidarite (320 à 467)
- Kidara
- Peroz
- Kidara I, vers 420
- Vahran I
- Grumbat
- Kidara II, vers 360 - 380
- Brahmi Buddhatala
- Vahran II
- Goboziko
- Salanavira, milieu du Ve siècle
- Vinayaditya, fin du Ve siècle
- Kandik

### Sources
- Ammien Marcellin (330- mort vers 395), Res gestae (380-392)
- Salvien de Marseille (400 ? - 475 ?), De gubernatione Dei (Du Gouvernement de Dieu), publié vers 440
- Priscus (historien) (Prisco di Panion, 410 - vers 472), Histoire byzantine
- Jordanès (), Gettica) ou Histoire des Goths (551)